# Sad Sweet Dreamer
Singles de Sweet Sensation
Snow Fire
(1974) Hide Away from the Sun
(1975)
Sad Sweet Dreamer est une chanson du groupe de soul britannique Sweet Sensation, sortie le 12 juillet 1974 comme deuxième single de l'album du même nom.
La chanson est une ballade soul influencée par la musique du groupe américain Stylistics et menée par le falsetto du chanteur Marcel King. Elle est écrite et composée par David Parton et coproduite par Tony Hatch et Parton. Le single a été numéro un au UK Singles Chart pendant une semaine en octobre 1974 et a été certifié argent par la British Phonographic Industry (BPI). Il se classe à la 14e place du Billboard Hot 100 aux États-Unis au printemps suivant.
La chanson est reprise en français par Joe Dassin sous le titre Carolina sur son album Joe Dassin (Le Costume blanc).

## Listes des pistes
Toutes les chansons sont écrites et composées par Des Parton et Tony Hatch.
| A. | Sad Sweet Dreamer   | 3:10 |
| B. | Surething, Yes I Do | 3:17 |

## Classements
| Classement (1974–75)                    | Meilleure position |
| --------------------------------------- | ------------------ |
| Afrique du Sud (Springbok Top 20)       | 8                  |
| Allemagne de l'Ouest (Media Control)    | 29                 |
| Australie (Kent Music Report)           | 24                 |
| Belgique (Flandre Ultratop 50 Singles)  | 3                  |
| Belgique (Wallonie Ultratop 50 Singles) | 12                 |
| Canada (Top Singles)                    | 10                 |
| Canada (Adult Contemporary Tracks)      | 19                 |
| États-Unis (Hot 100)                    | 14                 |
| États-Unis (Hot Soul Singles)           | 63                 |
| États-Unis (Adult Contemporary)         | 18                 |
| États-Unis (Cash Box Top 100)           | 17                 |
| Irlande (IRMA)                          | 3                  |
| Pays-Bas (Nederlandse Top 40)           | 3                  |
| Pays-Bas (Nationale Hitparade)          | 5                  |
| Royaume-Uni (UK Singles Chart)          | 1                  |

| Classement (1974)              | Position |
| ------------------------------ | -------- |
| Royaume-Uni (UK Singles Chart) | 39       |

| Classement (1975)                       | Position |
| --------------------------------------- | -------- |
| Canada (Top Singles)                    | 149      |
| États-Unis (Joel Whitburn's Pop Annual) | 132      |

| Région                                | Certification | Ventes/Streams |
| ------------------------------------- | ------------- | -------------- |
| Royaume-Uni (BPI)                     | Argent        | 250 000^       |
| ^Mise en rayon selon la certification |               |                |